# Saldobisa Cove
Die Saldobisa Cove (englisch; bulgarisch залив Салдобиса saliw Saldobissa) ist eine 2,26 km breite und 1,62 km lange Bucht an der Westküste der Trinity-Insel im antarktischen Palmer-Archipel. Sie liegt südlich des Preker Point und nördlich des Burya Point.
Britische Wissenschaftler kartierten sie 1978. Die bulgarische Kommission für Antarktische Geographische Namen benannte sie 2013 nach einer thrakischen Ortschaft im Norden Bulgariens.